# Petina degli Alburni in Campania
Petina degli Alburni in Campania (I Paesi Cantano) è un album reportage dell'artista Otello Profazio, pubblicato nel 1979. L'album include canzoni popolari e segue le vicende degli abitanti di Petina.

## Tracce
1. Reportage da Petina n. 1
2. Reportage da Petina n. 2